# Collina d'Oro
Collina d'Oro és un municipi del cantó de Ticino (Suïssa), situat al districte de Lugano.